# Troy, Kansas
Troy är administrativ huvudort i Doniphan County i delstaten Kansas. Enligt 2010 års folkräkning hade Troy 1 010 invånare.

## Kända personer från Troy
- Charles Evans Whittaker, jurist